# Скандинавски кръст
Скандинавски кръст е модел на знаме, обикновено свързан със знамената на скандинавските страни от където и произлиза. Кръстът предствлява две перпендикулярни ивици – едната хоризонтална, другата вертикална, достигащи до двата края на знамето, като вертикалната част на кръста е отместена към носещото тяло. Той символизира Християнството и се появява за първи път в началото на 13 век.
Всички скандинавски страни днес използват скандинавския кръст като модел за националните си знамена. Първият флаг с такава форма е бил датският, последван от Швеция, Норвегия, Финландия и Исландия, а също и някои територии и региони. Знамето на Норвегия е било първото използващо скандинавски кръст с три цвята.

## Знамена на скандинавските страни
- Знаме на Дания
- Знаме на Исландия
- Знаме на Норвегия
- Знаме на Финландия
- Знаме на Швеция

## Знамена на области и територии със скандинавски кръст
- Знаме на Фарьорските острови
- Аланд
- Шетландски острови
- Оркни
- Сконе

## Виж също
- Латински кръст
- Гръцки кръст